# Kłodnicka-kanalen
Kłodnicka-kanalen (tysk: Klodnitzkanal) er en kanal langs floden Kłodnica i voivodskabet Schlesien, Polen mellem Oder-floden og Gliwice. Kanalen blev konstrueret da området var en del af preussisk Schlesien.
Kłodnicki-kanalen blev erstattet af Gliwice-kanalen, bygget 1935-1939. Området blev en del af Polen i 1945 efter 2. Verdenskrig.